# La Unión (södra Motozintla kommun)
La Unión är en ort i Mexiko.   Den ligger i kommunen Motozintla och delstaten Chiapas, i den sydöstra delen av landet, 900 km sydost om huvudstaden Mexico City. La Unión ligger 1 657 meter över havet och antalet invånare är 206.
Terrängen runt La Unión är bergig söderut, men norrut är den kuperad. Terrängen runt La Unión sluttar västerut. Runt La Unión är det ganska tätbefolkat, med 134 invånare per kvadratkilometer. Närmaste större samhälle är Motozintla de Mendoza, 11,2 km nordost om La Unión. I omgivningarna runt La Unión växer i huvudsak städsegrön lövskog.